# Matt Lindland
Matt Lindland, född den 17 maj 1970 i Oregon City i Oregon, är en amerikansk brottare som tog OS-silver i welterviktsbrottning i den grekisk-romerska klassen 2000 i Sydney.